# Теорема про базисний мінор

## Теорема про базисний мінор
1. Рядки ненульової матриці {\displaystyle \ A} (існує не нульовий елемент) на яких будується її базисний мінор {\displaystyle \ \Delta _{r}} є лінійно незалежними.
2. Всі інші рядки матриці лінійно виражаються через них.

### Доведення
1. Якби базисні рядки були лінійно залежними то з допомогою еквівалентних перетворень можна було б одержати нульовий рядок, що суперечить тому, що базовий мінор не дорівнює нулю.
2. За допомогою довільного не базисного рядка (нехай його номер {\displaystyle \ k}) та довільного стовбця матриці (нехай його номер {\displaystyle \ j}) утворимо оточуючий мінор для базисного. Він буде дорівнювати нулю. Розклавши його {\displaystyle \ j}-му стовпцю (теорема Лапласа), отримаємо:

{\displaystyle \ a_{1j}A_{1j}+a_{2j}A_{2j}+\ldots +a_{rj}A_{rj}+a_{kj}A_{kj}=0}
оскільки алгебраїчне доповнення {\displaystyle \ A_{kj}} рівне нашому базовому мінору {\displaystyle \ \Delta _{r}} з точністю до знака, отже {\displaystyle \ A_{kj}\neq 0,} тому розділимо весь вираз на нього:
{\displaystyle \ a_{kj}=\lambda _{1}a_{1j}+\lambda _{2}a_{2j}+\ldots +\lambda _{r}a_{rj},\qquad \lambda _{j}=-{\frac {A_{ij}}{A_{kj}}},\quad \forall j\in [1,r].}
Отже {\displaystyle \ k}-ий рядок є лінійною комбінацією базових рядків з коефіцієнтами {\displaystyle \ \lambda _{j}}.